# Energetska bilanca podzemnih voda
Energetska bilanca podzemnih voda je bilanca podzemnih voda u smislu dolazne hidraulične energije povezane s protokom koji ulazi u kontrolni volumen i protokom koji izlazi iz kontrolnog volumena. Također ova bilanca obuhvaća promjene mehaničke energije, koja se transformira u toplinsku energiju zbog pojave trenja pri protoku. Isto tako pomoću nje se može pratiti konačna promjena energije podzemne vode te njena razina.

## Općenito o podzemnim vodama
Podzemne vode su vode koje se nalaze ispod zemljine površine u šupljinama. Znanost koja se bavi istraživanjem područja podzemnih voda je hidrogeologija.
Podzemna voda je svaka voda koja ispunjava šupljine zemljine kore i kreće se isključivo zbog utjecaja gravitacije.
Podzemne vode su dio hidrološkog ciklusa. Vrijeme ciklusa može (ovisno o zadržavanju) u rasponu biti od manje od jedne godine do nekoloko milijuna godina. Vrlo stare podzemne vode (koje su se, primjerice, pojavile u Sahari) se nazivaju fosilne vode.

## Teorija
Množenjem horizontalne komponente brzine podzemnih voda (mjerne jedinice m3 dan po m2 površine poprečnog presjeka) s potencijalom podzemnih voda (mjerne jedinice energije po m3 ili E/m3), dobiva se protok energije (fluks) u mjernoj jedinici E/dan po m2 površine poprečnog presjeka.
{\displaystyle v_{h}\cdot U_{p}=Q}
Sumom ili integracijom protoka energije u okomitom presjeku širine, recimo jedinične širine (1m), od donje granice protoka (nepropusnog sloja ili baze) do razine vode u nezatvorenom vodonosniku daje energiju protoka kroz poprečni presjek u mjernoj jedinici E/danu po metru širine vodonosnika.
{\displaystyle \int _{0}^{h}Q(h)dh}
Dok protječu, podzemne vode gube energiju zbog pojave trenja, tj. hidraulička energija se pretvara u toplinsku.  Istovremeno, izgubljena energija se može nadopuniti u vodonosniku putem drugih nadolazećih podzemnih voda. Time se ostvaruje hidraulička energetska bilanca između dva obližnja presjeka. Dakle, vrijedi jednadžba očuvanja količine energije između ulaza i izlaza u našem kontrolnom volumenu.
{\displaystyle E_{u}=E_{i}}
U stacionarnom stanju, tj. kada nema promjene energije i nema akumulacije ili iscrpljivanja vode pohranjene u našem određenom kontrolnom volumenu, protok energije u prvom dijelu zbrojen s energijom nadolazećih podzemnih voda čemu je oduzet protok energije u drugom dijelu mora biti jednak iznosu gubitka energije zbog pojave trenja. Dakle, promjena energije podzemnih voda u stacionarnom stanju mora biti 0.
{\displaystyle E_{s}+E_{d}=E_{g}}
{\displaystyle \nabla E=0}
U matematičkim terminima ova bilanca može se dobiti diferenciranjem integrala poprečnog presjeka protoka energije u smjeru protoka vode koristeći se Leibnizovim pravilom, uzimajući u obzir da razina vode može utjecati na smjer protoka vode. Također, matematika nam omogućuje jednostavan način rješavanja ovog problema pomoću Dupuit-Forchheimerove pretpostavke uz određena pojednostavljenja.
Jednadžba energetske bilance toka podzemnih voda može se koristiti, na primjer, za izračunavanje oblika podzemne vode na nekom određenom području. Također, jedna od bitnijih jednadžbi koja nam pomaže pri tom izračunu je jednadžba protoka (jednadžba kontinuiteta) koja se rješava pomoću iteracija zato što se hidraulički potencijal gledan od slobodne referentne površine uzima na polovici protoka podzemnih voda. Što znači da slobodna referentna površina nije konstanta te su zbog toga potrebne razne iteracije protoka. Jedno od mogućih rješenja, osim iteracija, je unaprijed određivanje (procjena) slobodne razine i prema tome i polovice protoka.
Postupak pokušaja i pogrešaka (iteracija) je jako numerički zahtjevan posao, stoga se za njihovo rješavanje koriste određeni numerički rješavači (matematički programi, simulatori i sl.)

## Poveznica s elektrotehnikom
Može se povući paralela između pojave hidrauličkog trenja i Jouleovog zakona u elektrotehnici, gdje su gubici uzrokovani trenjem proporcionalni kvadratu vrijednosti struje (protoka) i električnog otpora materijala kroz koji se javlja struja. U hidraulici podzemnih voda (dinamici fluida, hidrodinamici) često se radi s hidrauličkom provodljivosti (tj. koliko tlo propušta vodu), koja je obrnuto proporcionalna hidrauličkom otporu.
{\displaystyle Q=U\cdot I\cdot t=I^{2}\cdot R\cdot t=P\cdot t}

## Primjena
Energetska bilanca podzemnih voda, osim što se može primijeniti na izračunavanje oblika podzemnih voda, može se primijeniti i na protok podzemnih voda u kanalizacijama i raznim cjevovodnim mrežama.  To nam omogućuje jedan od računalnih programa EnDrain, koji uspoređuje rješenje tradicionalne jednadžbe razmaka strujnica, koja se bazira na Darcy-Weisbachovoj jednadžbi i jednadžbi kontinuiteta (npr. jednadžba očuvanja mase, itd.), s rješenjem energetske bilance što se može vidjeti u većim razmacima između strujnica što se one više udaljuju od izvora.

## Dodatne poveznice
- Članci o energetskoj bilanci mogu se downloadati s linka :  pod brojevima 3 i 4.